# Zaštitnik imovinskopravnih interesa Crne Gore
Zaštitnik imovinskopravnih interesa Crne Gore je državni organ kojem je povjereno obavljanje pravobranilačke funkcije Crne Gore.

## Nadležnosti
Zaštitnik imovinskopravnih interesa Crne Gore, prema Zakonu o državnoj imovni, obavlja sljedeće poslove:
- pred sudovima i drugim državnim organima zastupa, u svojstvu zakonskog zastupnika pravnog lica, Crnu Goru, njene organe i javne službe čiji je osnivač država, a nemaju svojstvo pravnog lica;
- u slučajevima u kojima to priroda spora dopušta, prije pokretanja parnice ili drugog postupka preduzima potrebne mjere radi sporazumnog rješavanja spornog odnosa;
- daje organima čija imovinska prava i interese zastupa, na njihov zahtjev, pravna mišljenja u vezi sa zaključivanjem imovinskopravnih ugovora i pravna mišljenja o drugim imovinskopravnim pitanjima.

Određene nadležnosti zaštitnika imovinskopravnih interesa Crne Gore mogu biti uređene i drugim propisima.

## Organizacija
Funkciju ovog državnog organa obavlja državni funkcioner — zaštitnik imovinskopravnih interesa Crne Gore, kojeg imenuje i razrješava Vlada Crne Gore na prijedlog ministra finansija, sa mandatom od pet godina. Zaštitnik ima jednog ili više zamjenika, koje imenuje i razrješava Vlada na prijedlog zaštitnika, sa mandatom od pet godina. Za zaštitnika, odnosno zamjenika zaštitnika može biti imenovano lice koje, pored opštih uslova za rad u organima državne uprave, ima završen pravni fakultet, položen pravosudni ispit i najmanje osam godina rada u struci.
Nadzor nad radom zaštitnika imovinskopravnih interesa vrši Ministarstvo finansija.
Sedište ovog organa je u Podgorici, Ul. Jovana Tomaševića bb (Stara zgrada Vlade).
Zaštitnik imovinsko-pravnih interesa nadležnost ostvaruje na teritoriji Crne Gore kao jedinstven organ — bez podjele nadležnosti po mjesnom ili stvarnom principu, pa funkcionisanje kroz organizacione forme: Kancelarija u Podgorici, Kancelarija u Bijelom Polju i Kancelarija u Kotoru, predstavlja rješenje koje omogućava postupanje pred svim sudovima i organima uprave. Odlukom Vlade određeno je da zaštitnik ima 10 zamjenika, od kojih po 2 u kancelarijama u Bijelom Polju i Kotoru i 6 u Kancelariji u Podgorici. U Kancelariji u Podgorici se, osim zastupanja pred sudovima u Podgorici, Nikšiću, Danilovgradu i Cetinju, odnosno organima uprave na područjima ovih sudova, koordinira i prati rad kancelarija u Bijelom Polju i Kotoru, čime se postiže istovjetno postupanje u istovrsnim postupcima. Osim toga, Kancelarija u Podgorici daje pravna mišljenja o ugovorima i drugim pitanjima u vezi sa upravljanjem, korišćenjem i raspolaganjem državnom imovinom.
Za vršenje stručnih i administrativnih poslova zaštitnik obrazuje stručnu službu.
Funkciju zaštitnika imovinskopravnih interesa Crne Gore od 2015. godine obavlja Dragana Đuranović.

## Raniji zaštitnici imovinskopravnih interesa Crne Gore
Mirjana Milić - 2009-2014
Pre uspostavljanja institucije Zaštitnika imovinskopravnih interesa Crne Gore, pravobranilačku funkciju u Crnoj Gori obavljalo je od 1992. godine Državno tužilaštvo, a prije toga Republičko javno pravobranilaštvo.